# Connecticut-Kompromiss

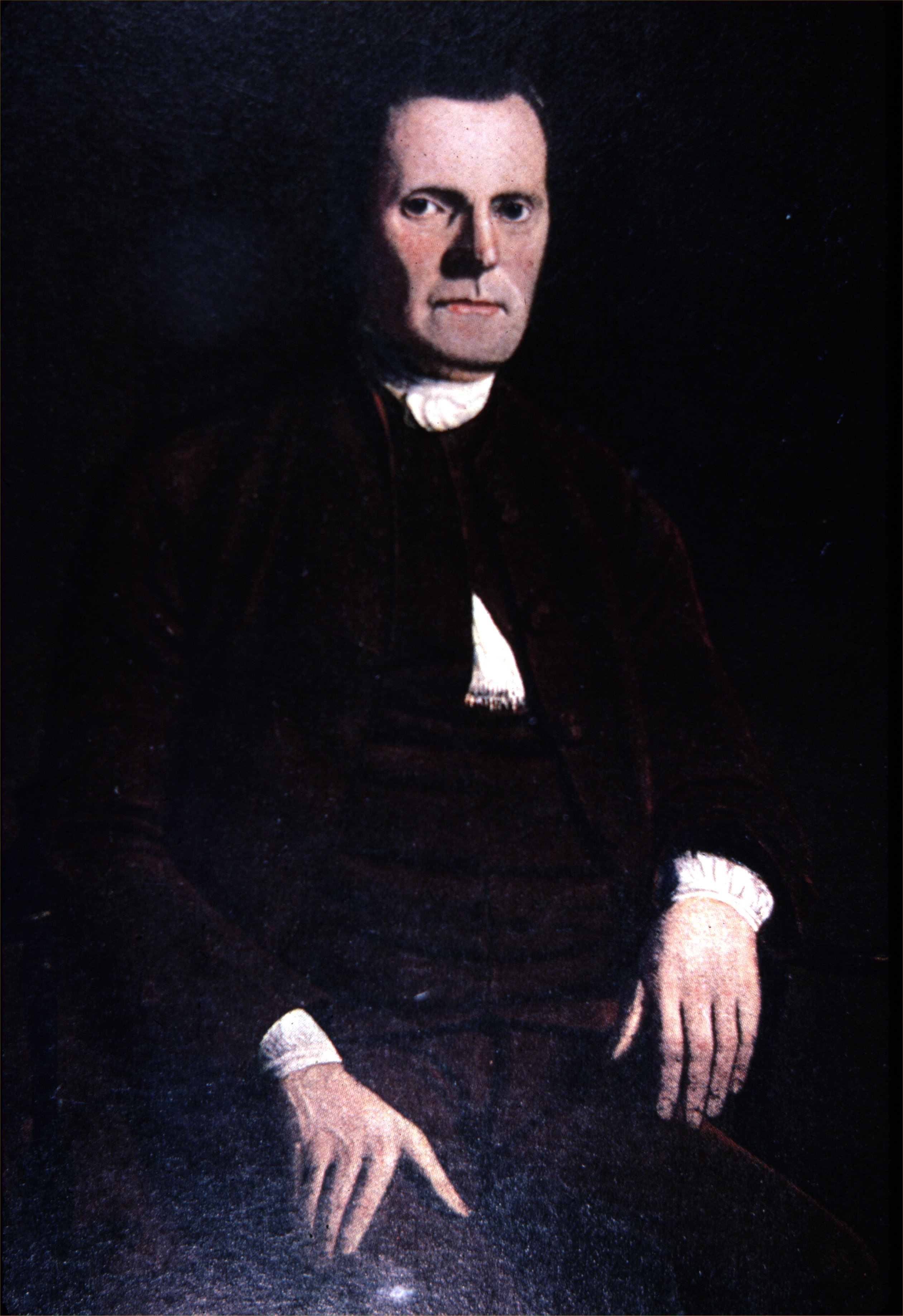
Roger Sherman

Der Connecticut-Kompromiss (auch bekannt als Great Compromise oder Sherman Compromise) war eine 1787 erarbeitete Lösung für die Frage, wie in den neuen Vereinigten Staaten die gesetzgebende Gewalt organisiert werden sollte. Sie wurde von Roger Sherman und Oliver Ellsworth, den Delegierten aus Connecticut, im Jahr 1787 auf dem Verfassungskonvent der Vereinigten Staaten eingebracht. Der Kompromiss ist eine Vereinigung des Virginia-Plans, der parlamentarische Vertretung entsprechend der Bevölkerung vorsah, mit dem New-Jersey-Plan, welcher eine gleichberechtigte Vertretung, also eine gleiche Anzahl von Vertretern, aller Bundesstaaten forderte.

## Der Kompromiss
Inhalt des Kompromisses war die Schaffung eines Zweikammersystems: die Mitglieder des Unterhauses werden im Verhältnis zur Bevölkerung gewählt, während die Bundesstaaten im Oberhaus gleichberechtigt mit je zwei Vertretern repräsentiert werden. Der Kompromiss wurde entsprechend im heutigen Repräsentantenhaus und dem heutigen Senat umgesetzt.
Zum Zeitpunkt des Verfassungskonvents hatte jeder der dreizehn ehemaligen Kolonien außer Pennsylvania ein Parlament mit zwei Kammern. Damit konnte also schon von einem Konsens für eine ähnliche Struktur auf der Bundesebene ausgegangen werden. Der wirkliche Konflikt lag nicht in der Frage, ob es zwei Kammern geben sollte, sondern wie die Bundesstaaten darin vertreten werden würden. Die kleineren Staaten forderten dabei eine gleichberechtigte Vertretung, wie sie auch durch die Einstimmigkeitsklausel in den Konföderationsartikeln enthalten war.
Tatsächlich trat von den bedeutenden Autoren der Verfassung, darunter Alexander Hamilton, James Madison, Edmund Randolph oder Gouverneur Morris, keiner für eine gleichberechtigte Vertretung der Bundesstaaten ein. Benjamin Franklin sprach sich als Vertreter Pennsylvanias ebenfalls für eine Verteilung der Stimmen nach Bevölkerungsgröße aus. George Washington lehnte die gleichberechtigte Vertretung aus Prinzip ab, weil sie seiner Ansicht nach die Souveränität der Nationalregierung beeinträchtigte.

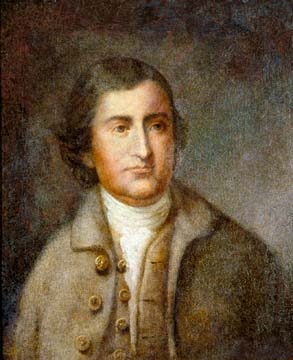
Edmund Randolph

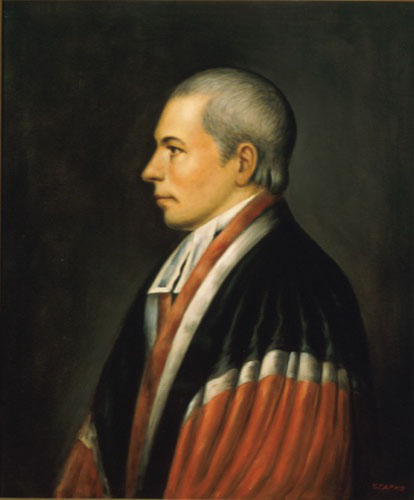
William Paterson

Die Befürworter der Gleichwertigkeit waren hauptsächlich Vertreter der kleineren Staaten, darunter Gunning Bedford, Jr. aus Delaware und William Paterson aus New Jersey. Ihr Hauptargument war, dass kleine Staaten von den großen Staaten überrumpelt werden könnten, würden Sitze nach Bevölkerung verteilt werden. Insbesondere wären dann die drei größten Bundesstaaten in der Lage, die Politik im Senat zu bestimmen. James Madison argumentierte dagegen, dass die großen Staaten keine gemeinsamen Interessen hätten und die Ängste der kleinen Staaten nicht begründet seien:

“Was a combination of the large ones [states] dreaded? This must arise either from some interest common to Virginia, Massachusetts, and Pennsylvania and distinguishing them from the other states (of from the mere circumstance of similarity of size). Did any such common interest exist? ... In point of manners, religions, and other circimstances, which sometimes beget affection between different communities, they were not more assimilated than the other states. In point of the staple productions they were as dissimilar as any three other States in the Union. The Staple of Massachusetts was fish, of Pennsylvania flour, of Virginia tobacco. Was a combination to be apprehended from the mere circumstance of equality of size? Experience suggested no such danger.”

„Wurde eine Verbindung der großen [Staaten] befürchtet? Das muss wohl aus einem Interesse wachsen, das Virginia, Massachusetts und Pennsylvania teilen und das sich von den anderen Staaten unterscheidet (aus dem einfachen Umstand, dass sie ähnlich groß sind). Gab es solche gemeinsamen Interessen? ... In Hinsicht auf Gewohnheiten, Religion und andere Umstände, die manchmal die Leidenschaft verschiedener Gemeinschaften entfachen, waren sie nicht weiter assimiliert als die anderen Staaten. In Hinsicht auf die übliche wirtschaftliche Produktion ähnelten sie sich so wenig, wie jede andere Gruppe dreier Staaten im Bund. Das Haupterzeugnis Massachusetts war Fisch, das Pennsylvanias Mehl und das Virginias Tabak. War dann ein Bündnis aus dem einfachen Umstand der ähnlichen Größe wahrnehmbar? Erfahrung legt keine solche Gefahr nahe.“

Die kleineren Staaten erwiderten, dass sie ihre Freiheit verlören, wenn sie von ihren bevölkerungsstärkeren Nachbarn überstimmt würden. Hamilton meinte dazu, dass die Staaten künstliche Gebilde seien, die selbst aus einzelnen Personen bestünden:

“It has been said that if the smaller States renounce their equality they renounce at the same time their liberty. The truth is that it is a contest for power, not for liberty ... the State of Delaware having 40,000 souls will lose power, if she has 1/10 only of the votes allowed to Pennsylvania having 400,000: but will the people of Delaware be less free, if each citizen [of Delaware] has an equal vote for each citizen of Pennsylvania?”

„Es wurde gesagt, dass die Staaten mit ihrer Gleichwertigkeit auch gleichzeitig ihre Freiheit verlören. Die Wahrheit ist, dass es ein Kampf um Macht, nicht um Freiheit ist ... der Staat Delaware mit seinen 40.000 Seelen verliert Macht, wenn er nur ein Zehntel der Stimmen Pennsylvanias mit seinen 400.000 hätte. Aber sind die Menschen in Delaware weniger frei, wenn jeder Bürger (Delawares) die gleiche Anzahl Stimmen wie jeder Bürger Pennsylvanias hat?“

Mehrere Argumente für die Gleichberechtigung der Staaten waren eindeutig aus eigenem Interesse geboren. Gunning Bedford gab dies auch offen zu, als er bemerkte:

“Can it be expected that the small states will act from pure disinterestedness? Are we to act with greater purity than the rest of mankind?”

„Kann wirklich erwartet werden, dass die kleinen Staaten aus reiner Selbstlosigkeit handeln würden? Sollen wir aus größerer Reinheit als der Rest der Menschheit handeln?“

Nach Drohungen der Vertreter der kleinen Staaten, sie würden sich anderen Nationen anschließen, sollte eine gleichberechtigte Vertretung der Staaten nicht zustande kommen, lenkten die anderen Vertreter ein. North Carolina änderte seine Stimme zu einer Unterstützung der Gleichberechtigung und Massachusetts enthielt sich. In der letzten entscheidenden Abstimmung repräsentierten die fünf Staaten, die sich für die gleichwertige Stimmverteilung aussprachen – Delaware, North Carolina, Maryland, New Jersey und Connecticut – nur ein Fünftel der amerikanischen Bevölkerung.